# Frank Cassenti

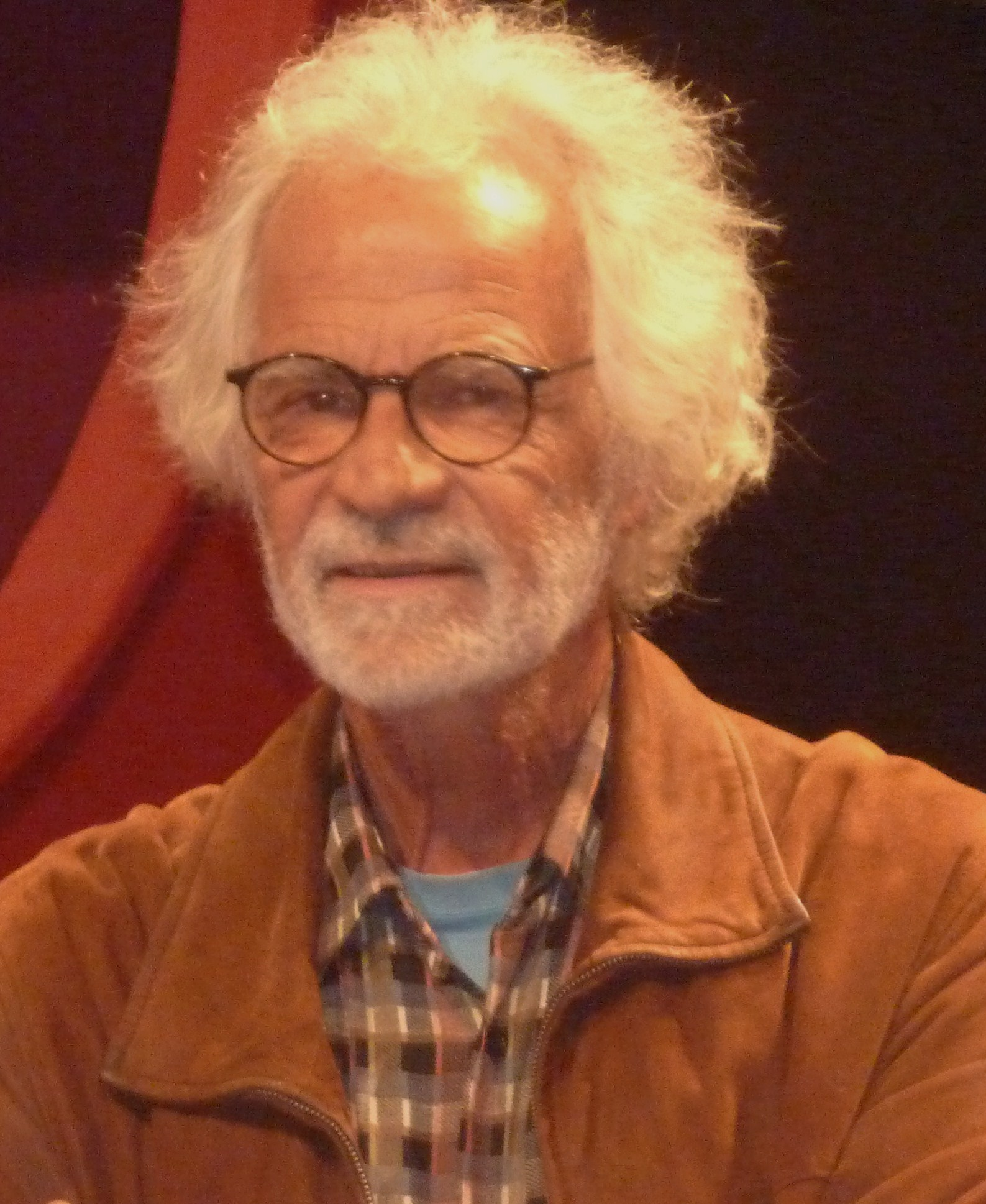
Frank Cassenti (2017)

Frank Cassenti (* 6. August 1945 in Rabat, damals Französisch-Marokko; † 22. Dezember 2023 in La Ciotat, Bouches-du-Rhône) war ein französischer Filmschaffender (Regisseur und Drehbuchautor), der auch als Theaterregisseur tätig war. 

## Leben und Wirken
Cassenti wuchs in bescheidenen Verhältnissen in Nordafrika auf. Bis 1958 ging er in Algier zur Schule; von 1959 bis 1962 besuchte er das Gymnasium in Dellys, wo er sich für Musik interessierte. Mit 17 Jahren kam er nach Frankreich, wo er in Lille studierte. Gemeinsam mit Michèle Annie Mercier leitete er den studentischen Filmclub der UNEF; er spielte Kontrabass in einem Jazzorchester und verkehrte in der anarcho-kommunistischen Bewegung. Als er von einem Freund eine 8-mm-Kamera geliehen bekam, drehte er spontan einen ersten Film auf der Straße. In dieser Zeit lernte er Chris Marker kennen und begeisterte sich zusammen mit einigen Kommilitonen für ein scheinbar einfaches Projekt: das Kino als Mittel des politischen Kampfes und des Experimentierens. Er begann einen ersten Film über einen Bergarbeiterstreik in Nordfrankreich, wo er Joris Ivens und Marceline Loridan kennenlernte.
Cassenti drehte 1969 mit Michèle Annie Mercier seinen ersten Kurzspielfilm Flash Parc, zu dessen Finanzierung Jean-Luc Godard beigetragen hatte und der in Cannes für die Quinzaine des réalisateurs ausgewählt wurde. 1973 wurde sein fiktiver Kurzfilm L'Agression (1973), der von einem realen Mord an einem Arbeitsmigranten inspiriert ist, von der Zensur verboten, das Verbot aber nach einer Pressekampagne aufgehoben. Im selben Jahr folgte sein Kriminalfilm Salut, voleurs! Bekannt wurde er mit dem Spielfilm Der rote Steckbrief (1976), der die Resistance thematisiert und den Prix Jean-Vigo erhielt. Der Historienfilm Roland (1978) mit Klaus Kinski in der Hauptrolle folgte.
1978 erhielt Cassenti das Angebot von TF1, gemeinsam mit Régis Debray eine Reportage über die Weltjugendfestspiele zu drehen, die in diesem Jahr auf Kuba stattfanden. Als die Redaktion ihn bat, den Schnitt zu ändern, lehnte er dies ab; am Tag vor der Ausstrahlung wurde der Film aus dem Programm genommen. Daraufhin schrieb er in Le Monde einen Artikel, in dem er dieses Vorgehen als Zensur anprangerte.
Cassenti wollte dann Pierre Goldmans Autobiographie verfilmen, gab dieses Projekt aber nach der Ermordung Goldmans durch das rechtsextreme Kommando Honneur de la Police auf. Im Anschluss an ein Gedenkkonzert im Pariser Zénith entstand stattdessen der abendfüllende Dokumentarfilm Aïnama, Salsa pour Goldman. 1981 drehte er Deuil en 24 heures für Antenne 2, eine vierstündige Serie mit Richard Bohringer, die auf dem Roman Die Irrfahrt von Vladimir Pozner basiert und den Sitzkrieg, die französische Massenflucht während des deutschen Frankreichfeldzugs 1940 und das Debakel der Kapitulation thematisiert. Die Serie erhielt einen Kritikerpreis und war ein Publikumserfolg.
In den nächsten Jahren drehte Cassenti Dokumentarfilme wie Lettre à Michel Petrucciani (1983), Mystery, Mr. Ra (1984, mit Sun Ra) und Je suis jazz, c’est ma vie (1984, mit Archie Shepp). Für das Kino verfilmte er Elie Wiesels Roman Le Testament d’un poète juif assassiné (1988); der Film wurde für die Filmfestspiele von Venedig ausgewählt, kam aber erst zwei Jahre später in die Kinos.
Ab den 1990er Jahren drehte Cassenti für Arte Dokumentarfilme, etwa über Lieder und Tänze der Zulu, über das Ritual der Trance in der Gnawa-Kultur und über Miles Davis, Dizzy Gillespie, Max Roach, Ray Charles, Abbey Lincoln sowie Nina Simone als große Persönlichkeiten des Jazz. In Paris führte er das Musical Black Ballad, in dem Shepp und Dee Dee Bridgewater die Hauptrolle spielten, 1992 zunächst in der Grande halle de la Villette, dann im Casino de Paris und vor mehr als fünftausend Menschen in La Défense auf. Am Theater inszenierte er Fräulein Else von Arthur Schnitzler und  mit Jean-François Balmer Novecento nach Alessandro Baricco, das für den Molière nominiert wurde. 2007 drehte er den Dokumentarfilm J’avais 15 ans über das Leben von André Kirschen (1926–2007), der 1941 mit 15 Jahren im besetzten Paris einen deutschen Offizier erschoss und Folter und Gefängnis überlebte. Zuletzt wurde der Dokumentarfilm Le journal d’une jeune femme sourde (2020) veröffentlicht, der von der Begegnung einer Musikerin, die ihr Gehör verliert, mit einer jungen Frau, die deren Leidenschaft für die Musik retten wird, handelt.
2002 war Cassenti, der gelegentlich auch als Musiker auftrat, zudem mit Aldo Romano und Archie Shepp Gründer des Festivals Jazz à Porquerolles, das ihn 2024 mit einem Gedenkkonzert ehrte.